# Paul Warhurst
Paul Warhurst (Stockport, 26 settembre 1969) è un allenatore di calcio ed ex calciatore inglese, di ruolo difensore.
Durante la sua carriera ha vestito le divise di Manchester City, Oldham Athletic, Sheffield Wednesday, Blackburn, Crystal Palace, Bolton, Stoke City, Chesterfield, Barnsley, Carlisle United, Grimsby Town, Blackpool, Forest Green Rovers, Wrexham, Barnet e Northwich Victoria, società che ha anche allenato. Vanta 177 presenze e 13 reti in Premier League, 136 presenze e 4 reti nella seconda divisione inglese, 19 presenze senza reti nella terza divisione inglese, 30 presenze e 1 rete nella quarta divisione inglese e 7 presenze con 2 reti nella Conference National.

## Palmarès

### Giocatore

#### Competizioni nazionali
- Campionato inglese: 1

Blackburn: 1994-1995
- Campionato inglese di seconda divisione: 1

Oldham: 1990-1991